# 夢十夜
夢十夜（日语：／ Yume Jūya）是日本作家夏目漱石的一个短篇小說系列。該作品原先在1908年7月25日至8月5日連載於朝日新聞上。
在小說中，夏目漱石描寫了在十個不同時代中，包括他本人所生活的年代（明治时代）以及追溯至神的時代和镰仓时代的夢境。在這十篇短篇小說中有四篇以「曾經做過這樣的夢（ Kon na yume o mita）」开头。